# Jacques Charpentreau
Jacques Charpentreau, né aux Sables-d'Olonne (Vendée) le 25 décembre 1928 et mort à Paris le 8 mars 2016, est un poète, nouvelliste, romancier et essayiste français.

## Biographie
Jacques Charpentreau était instituteur, puis professeur de français dans le 13e arrondissement de Paris (collège Moulin-des-Prés) et dans l'Essonne (collège Jean-Moulin à Saint-Michel-sur-Orge). Ses œuvres comptent une quarantaine de recueils de poésies, dont la Fugitive mais aussi des contes, des nouvelles, de nombreuses anthologies, des essais et des dictionnaires. Il présidait aux destinées de la Maison de Poésie,.

### Carrière
Son œuvre d'écrivain compte une quarantaine de recueils de poèmes, une dizaine de volumes de contes et nouvelles, trois dictionnaires, deux livres de traductions poétiques, trois pamphlets, une quinzaine d'essais. Il a rassemblé une cinquantaine  de florilèges poétiques. Il a dirigé diverses collections de poésie et des collections de disques au Studio SM. Il a été élu administrateur de la Maison de Poésie-Fondation Émile Blémont en 1987, président en 1989 à 2016.
Ses poèmes ont souvent été mis en musique, notamment par : François Barré, Edgar Cosma, Harry Cox, Gaston-Wiener, Anthony Girard, Christian Gouinguené, Max Pinchard, Germinal Salvador, S. Verbrackel (musique classique), Jo Akepsimas, Anthonioz-Rossiaux, Michel Aubert, Claude Antonini, Raymond Arvay, Michel Bernard, Jacques Bienvenu, Leda Bœller, Denis Caure, Pierre Castellan, Bruno Clavier, François Corbier, Jacques Douai, Joël Favreau, Jean Humenry, J. Laroche, Mannick, James Ollivier, Jean-Marie Ployé et Max Rongier (variétés).
Ses poèmes se retrouvent dans de nombreux livres et manuels scolaires, en France et à l'étranger. Sa poésie est traduite en plusieurs langues, jusqu'en Russie, en Chine, au Japon. Il a grandement contribué à diffuser la poésie dans les établissements scolaires français et de pays francophones. Il fait partie des « Poètes contemporains » dont l’étude a été recommandée par le ministère de l'Éducation nationale parmi les « œuvres classiques ».

## Œuvres

### Poésie recueils
- Poèmes pour les ouvriers et les autres, co-rédigé avec Louis Rocher, éd. Les Éditions ouvrières, 1955 (ASIN B00175P9WQ).
- Les Feux de l’espoir, éd. Les Éditions ouvrières, 1957 (ASIN B0711THFYX)
- Poèmes pour les amis, éd. Les Éditions ouvrières, 1963 (ASIN B0014XVWCC)
- Allégories, éd. Les Éditions ouvrières, 1964
- Le Romancero populaire, collection Caliba, éd. Les Éditions ouvrières, 1974 (ASIN B000WY95A0).
- La Ville enchantée. L’École, 1976 (ASIN B00CXLXYR0). Mis en chansons par Max Rongier. Livre-disque Philips 6461. Diplôme « Meilleur disque Loisirs-Jeunes ». Réédition sous le titre « Poèmes de la Ville enchantée". Deux volumes avec transcription en caractères Braille et enregistrement. Benjamins Media, 2001 et 2002. Illustrations de Bruno Mallart  (ISBN 978-2912754059) et  (ISBN 978-2912754110)
- Paris des enfants. Illustrations de Valérie Charpentreau. éd. L’École des Loisirs. 1978,  (ISBN 978-2211051347)
- Ce que rêver veut dire. L’École des Loisirs. 1979.  (ISBN 978-2-211-57320-7).
- Mots et merveilles, Éditions Saint-Germain-des-Prés, 1er janvier 1981, 68 p. (ISBN 978-2-243-01530-0)
- Poésie en jeu, Editions ouvrières, 30 septembre 1981, 175 p. (ISBN 978-2-7082-2205-2)
- Les cent plus belles devinettes  (trad. de l'anglais), Paris, Gallimard Jeunesse, 30 octobre 2014, 36 p. (ISBN 978-2-07-066286-9). Prix de la Fondation de France.
- Paris en jeu. Enfance heureuse, Les Éditions ouvrières. 1984.
- La Banane à la moutarde, Nathan, septembre 1988, 88 p. (ISBN 978-2-09-204186-4),
- Ce Que Les Mots Veulent Dire, Bruxelles, éditions Ouvrières, 1986, (ASIN B01LWO6C2N)
- Vous prendrez bien un vers !, Vie ouvrière, 1er janvier 1988, 101 p. (ISBN 978-2-87003-224-4)
- Images, Ed. du Petit Véhicule, 1er janvier 1989, 61 p. (ISBN 978-2-906655-11-9), illustrations de Luce Guilbaud.
- Le Fil d'or, La Maison de poésie, 1er janvier 1990, 95 p. (ISBN 978-2-908649-01-7), Prix Campion-Guillaumet de la Société des Gens de Lettres,
- Ciels déchiquetés, Illustrations de Cécily Blégent. Mise en page de Bérengère Lallemant. École Estienne. Hors-commerce. 1991.
- Musée secret. Illustrations de Luce Guilbaud. Éd. La Maison de Poésie, 1992.I  (ISBN 2-87692-122-7).
- À la Beauté, Hors commerce. Mot de passe. 1993. - Le Chant de la lumière. Éd. La Maison de Poésie, 1993.  (ISBN 2-908649-07-1)
- Poèmes pour peigner la girafe, Paris, Gautier Languereau, 1994, rééd. 16 avril 2014, 32 p. (ISBN 978-2-01-383135-2), Illustrations de Florence Kœnig.
- Le Visage de l’ange. Éd. La Maison de Poésie, 1995  (ISBN 2-908649-11-X).
- Les Rondeaux d’Agnès. Éd. La Maison de Poésie, 1996. (ISBN 2-908649-17-9)
- Le Papillon sur l’épaule. Éd. La Maison de Poésie, 1997  (ISBN 9 782908 649208)
- La Part des anges. Éd. La Maison de Poésie, 1998.  (ISBN 9 782908 649246)
- Prête-moi ta plume : les plus beaux poèmes des plus grands héros, Hachette Littérature, 30 janvier 1998, 153 p. (ISBN 978-2-01-015710-3)
- Orphée et les Argonautes. Hors commerce. 1999.
- La Fugitive. Éd. La Maison de Poésie, 2000. Prix Louis Montalte de la Société des Gens de Lettres. (ISBN 9 782908 649338).
- La Carpe de mon pommier. Collages de l’auteur, Éd. La Tourelle-La Maison de Poésie, 2004.  (ISBN 2-908649-68-3).
- Au bois charmant, Éd. La Maison de Poésie, 2004  (ISBN 9 782908 649697).
- La Rose des fables, Éd. La Maison de Poésie, 2007.  (ISBN 2-908649-84-5).
- Stèles, Éd. La Maison de Poésie, 2007.  (ISBN 9782908649864).
- La petite rose des fables. Collages de l’auteur. La petite Maison de Poésie, Éd. La Maison de Poésie, 2008.  (ISBN 978-2-908649-91-8).
- Ombres légères. Élégies. Éd. La Maison de Poésie, 2009 (ISBN 9 782358 600057).
- Les Secrets du royaume. Poèmes pour de jeunes lecteurs. Collages de l'auteur, La Tourelle-La Maison de Poésie, 2014.  (ISBN 978-2-35860-025-5).
- Arc-en-ciel. Avec des poèmes de Colette Nys-Mazure. Collages de Pierre Laroche. Couleur Livres, "Carré d'as". Bruxelles, 2014.
- La Réunion de famille. Images de Silvia Bonanni. Rue du monde. 2015  (ISBN 978-2355043598).
- Galerie des Poètes français. Éd. La Maison de Poésie. La Tourelle. 2015.  (ISBN 978-2-35860-033-0).
- Un si profond silence. Éd. La Maison de Poésie. La Tourelle. 2015  (ISBN 9 782358 600330) .

### Contes musicaux
- L’autobus enchanté. Cantate (d’après L’autobus dans La Ville enchantée). Musique : Anthony Girard. Pour mezzo-soprano, piano, flûte et hautbois. Création : 25 février 1981, Paris, salle Cortot. - Dans la forêt des fées. Musique de Max Pinchard. Pour soliste, chœur d’enfants ou d’adultes à l’unisson, récitant et ensemble instrumental. Création : Petit-Couronne, Grand-Couronne et Évreux, 1991. Disque compact SH 09.
- Orphée et les Argonautes. Musique de François Barré. Création : 11 juin 2004 à La Chapelle-sur-Erdre.

### Traductions
- Quand je rêve. Traduit de l’anglais. Adaptation française d’un poème de Thomas Hood (In Summer, when I go to Bed). Illustrations d’Ivan Winjngaard. Gallimard. 1981.
- Chats ! Traduit de l’anglais. Adaptation française de The Old Possum’s Book of Practical Cats de T. S. Eliot. Illustrations de Morgan. Arc-en-ciel. Nathan. 1982.
- Chats de poésie. Illustrations d’Errol Le Cain. Deux poèmes tirés du recueil précédent. Albin Michel. 1991

### Édition d’anthologie poétiques classiques
- Poèmes d’aujourd’hui pour les enfants de maintenant. Illustrations de Robert Dalmasso. Préface de Gaston Roger., Les Éditions ouvrières, 1958. Nouvelle édition entièrement refaite. Enfance heureuse. Les Éditions ouvrières. 1973.
- Livre du Maître des Poèmes d’aujourd’hui pour les enfants de maintenant. Préface de Gaston Roger, Les Éditions ouvrières, 1958.
- Présentation et commentaires des Poèmes d’aujourd’hui pour les enfants de maintenant.  Enfance heureuse, Les Éditions ouvrières, 1973.
- Poèmes pour les jeunes du temps présent. Enfance heureuse, Les Éditions ouvrières, 1975.
- Présentation et commentaires des Poèmes pour les jeunes du temps présent. Enfance heureuse. Les Éditions ouvrières. 1975.
- La Ville enchantée, L’École, Paris, 1977.
- Paris des enfants, L'école des  Loisirs, 1978
- Il était une fois… Les enfants. Illustrations de Danièle Avenard, La Farandole. Messidor, 1979. Réédition 1983.
- Poèmes pour les saisons. Illustrations de Sophie Kniffke. Enfantimages, Gallimard, 1978. Traduit en japonais.
- La Ville en poésie, Folio-junior en poésie, Gallimard. 1979.
- La Fête en poésie., Folio-junior en poésie, Gallimard, 1979. Rééditions 1993- 2000.
- Le Livre de tous les jours. Agenda illustré des fêtes, des anniversaires et des jours ordinaires. Illustré par Elisabeth Borchers. Folio-Benjamin. Gallimard 1980 - Réédition 2003.
- En cherchant la petite bête. Illustrations d’Henri Galleron, Folio-benjamin., Gallimard. 1980.
- Le Fantastique en poésie, Folio-junior en poésie, Gallimard 1980.
- Le Temps et les Saisons en poésie, Folio-junior en poésie, Gallimard, 1980. Réédition 1993.
- La Révolte des poètes, ill. Bruno Mallart, Paris, 1998.
- Par la barbichette, ill. Henri Galeron, Paris, 1981.
- Le Rire en poésie, Folio-junior en poésie, Gallimard. 1981. Réédition, 1998.
- Les Oiseaux et les animaux de l’air en poésie. Folio-junior en poésie. Gallimard. 1981.
- Les Animaux sauvages en poésie. Folio-junior en poésie., Gallimard. 1982.
- La Vie de Jésus racontée par les poètes. Illustré, Desclée de Brouwer. 1982.
- Le Feu en poésie, Folio-junior en poésie, Gallimard. 1983.
- La France en poésie, Folio-junior en poésie, Gallimard, 1983.
- Mon premier livre de poèmes. Illustré. Petite Enfance heureuse, Les Éditions ouvrière, . 1983.
- Mon premier livre de comptines. Illustré. Petite Enfance heureuse, Les Éditions ouvrières. 1983.     - Réédition : Dessain et Tolra., 1985, Dessain et Tolra, Les Éditions ouvrières et Le temps apprivoisé, 1988.
- Petits poèmes pour petits enfants. Illustrations de Véronique Arendts, Nathan, 1989.  Réédition 1998.
- La République nous appelle ! Poèmes révolutionnaires de 1789 à nos jours. Notes et commentaires de Jacques Charpentreau et Gabriel Aymé, Hachette, Livre de poche jeunesse. 1989.
- Poèmes pour toi, maman. Illustrations de Florence Kœnig. Fleurs d’encre. Hachette. Album, relié. 1990.
- Demain dès l’aube. Les cent plus beaux poèmes pour l’enfance et la jeunesse, choisis par les poètes d’aujourd’hui. Avec Dominique Coffin. Illustrations de Michel Charrier., Fleurs d’encre, Livre de Poche Jeunesse. Hachette, 1990. Rééditions : 2001- 2011.
- La Cigale, le Renard et les autres. Les plus belles fables françaises. Illustrations de Gabriel Lefebvre, Fleurs d’encre, Livre de Poche Jeunesse. Hachette, 1991.
- Le Corbeau et le Perroquet ou     17 monologues pour ceux qui ont la langue bien pendue, ill. Daniel Maja, Paris, 1992.
- Trésor de la Poésie française. Trois volumes. Fleurs d’encre, Livre de Poche Jeunesse. Hachette, 1993.  (ISBN 9 782013 2159 16, 9 782013 217033 et 9 782013 216548). Nouvelle édition condensée en un volume. Fleurs d’encre, Livre de Poche Jeunesse, Hachette. 2005.
- Charles Baudelaire. Poèmes choisis. Illustré, Fleurs d’encre. Livre de Poche Jeunesse, Hachette. 1995.
- Victor Hugo. Poèmes choisis. Illustré. Fleurs d’encre. Livre de Poche Jeunesse. Hachette. 1995. Paul Verlaine. Poèmes choisis. Illustré. Fleurs d’encre. Livre de Poche Jeunesse. Hachette. 1995. - Gérard de Nerval. Poèmes choisis. Illustré, Fleurs d’encre., Livre de Poche Jeunesse., Hachette. 1995.
- Arthur Rimbaud. Poèmes choisis. Illustré. Fleurs d’encre, Livre de Poche Jeunesse. Hachette. 1995. - Alfred de Musset. Poèmes choisis. Illustré, Fleurs d’encre, Livre de Poche Jeunesse. Hachette 1996.
- Marceline Desbordes-Valmore. Poèmes choisis. Illustré. Fleurs d’encre. Livre de Poche Jeunesse. Hachette. 1997.
- Petits poèmes pour tous les jours. Illustré, Nathan. 1998.
- Les plus beaux poèmes d’hier et d’aujourd’hui. Florilège « Fleurs d’encre ». Illustrations de Bruno Mallart. Fleurs d’encre, Livre de Poche Jeunesse., Hachette, 1995. Réédition : 1999- 2001.
- Un petit bouquet de poèmes. Poèmes choisis. Illustré. Fleurs d’encre, Livre de Poche Jeunesse, Hachette 2004.

### Anthologie de poèmes inédits
- La Nouvelle Guirlande de Julie. Enfance heureuse, Les Éditions ouvrières.1978.
- La Poésie comme elle s’écrit. Enfance heureuse. Les Éditions ouvrières 1979.
- L’Almanach de la poésie. Illustrations de Valérie Bajou. Enfance heureuse, Les Éditions ouvrières. 1983.
- Le Jardin secret des poètes. Enfance heureuse. Les Éditions ouvrières 1984.
- La poésie dans tous ses états, Paris, Les Éditions Ouvrières, 1984.
- Mon premier livre de poèmes pour rire. Illustré. Petite Enfance heureuse, Les Éditions ouvrières. 1986.
- Mon premier livre de devinettes. Illustré. Petite Enfance heureuse. Les Éditions ouvrières, 1986. Le Livre des amusettes. Illustré. Petite Enfance heureuse, Les Éditions ouvrières et Le Temps apprivoisé. 1987.
- Le Livre des Fêtes et des Anniversaires, Illustré. Petite Enfance heureuse, Les Éditions ouvrières. 1987.
- Loup y es-tu ? Illustré. Avec une cassette. Petite Enfance heureuse, Les Éditions ouvrières et Disques Arc-en-ciel, 1987.
- Je pars en nuage. Illustré. Avec une cassette. Petite Enfance heureuse, Les Éditions ouvrières et Disques Arc-en-ciel, 1987.
- Les Éléments des poètes. Illustrations de Gabriel Lefebvre, Fleurs d’encre, Livre de Poche Jeunesse., Hachette.1990.
- Paraphes. 200 poèmes manuscrits inédits de 50 poètes contemporains, Fleurs d’encre. Livre de Poche Jeunesse. Hachette. 1990.
- Luttes et luth. 250 poèmes inédits sur le sport. Illustré. Fleurs d’encre, Livre de Poche Jeunesse. Hachette. 1992.
- L’amitié des poètes. 160 poèmes inédits de 50 poètes contemporains. Illustrations de Bruno Mallart, Fleurs d’encre, Livre de Poche Jeunesse, Hachette.1994.
- Jouer avec les Poètes Livre de Poche Jeunesse. Hachette 1995.
- La Poésie des poètes. 160 poèmes inédits de 80 poètes contemporains. Illustrations de Frédéric Clément, Fleurs d’encre, Livre de Poche Jeunesse, Hachette. 1996.
- La Poésie des poètes, ill. Frédéric Clément, Paris, 1996.
- La Ville des poètes. 200 poèmes inédits de 80 poètes contemporains. Illustrations de Bruno Mallart, Fleurs d’encre, Livre de Poche Jeunesse, Hachette.1997.
- La Révolte des poètes. 150 poèmes inédits de 60 poètes contemporains. Illustrations de Bruno Mallart, Fleurs d’encre., Livre de Poche Jeunesse, Hachette. 1998.
- Les plus beaux poèmes d’hier et d’aujourd’hui. Illustrations de Bruno Mallart, Livre de poche jeunesse, Hachette. 1999.  (ISBN 9 782013 217064).
- Le Rire des poètes. 160 poèmes inédits de 65 poètes contemporains. Illustrations de Bruno Mallart, Fleurs d’encre. Livre de Poche Jeunesse. Hachette, 1998.  (ISBN 9 782013 216685).)
- Petits poèmes pour tous les jours, Nathan, 1999.
- Jouer avec les poètes. 200 poèmes-jeux inédits de 65 poètes contemporains. Illustrations de Bruno Mallart., Fleurs d’encre, Livre de Poche Jeunesse. Hachette, 1990. Rééditions : 2002 et 2010.
- Les poètes de l’an 2000. 100 poèmes inédits de 70 poètes du XXIe siècle, Hachette, Livre de Poche Jeunesse 2002.

### Romans, contes et nouvelles
- La Bande à Jeannot. Ma première amitié, Éditions de l’Amitié-G. T. Rageot.
- La Colonie de vacances. Illustrations de Françoise Boudignon. 1977.
- Comment devenir champion de football en mangeant du fromage. Illustrations de Françoise Boudignon. 1978. Nouvelle édition illustrée par Véronique Roux. 1987.
- Téléfilm du Centre National de Diffusion Pédagogique, 1987. Nouvelle édition complétée, 1994. Une affaire de bon sens. Illustrations de Françoise Boudignon. 1979.
- La Famille Crie-toujours. Illustrations de Patrice Douanat. Arc-en-Poche, Nathan, 1980. Réédition : 1984. Traduction espagnole. Édition Alfaguera .
- Le Bêtisier. Illustrations de Françoise Rousset, L’École des Loisirs. 1983.
- Ne jetez jamais l’argent par les fenêtres. Illustrations de Serge Pousseret. Poche Nathan. Arc-en-Poche, Nathan, 1984.
- Nouvelles histoires pour les cinq ans. Illustrations de Bernadette Pons, Nathan, 1988.
- Une fille très réussie. Illustrations d’Agnès Perruchon. Arc-en-Poche. Kangourou., Nathan, 1990.
- Le Corbeau et le Perroquet. 17 monologues pour ceux qui ont la langue bien pendue. Illustrations de Daniel Maja. Arc-en-Poche, Nathan, 1992. Traduit en italien sous le titre Non so se sapete… Emme Edizioni. 1994.
- La Nuit est mon royaume. Illustrations de Frédéric Mathieu, Le livre de poche Jeunessee, Hachette, 1996.

### Pamphlets et chroniques
- Une Société en toc. Caliban, Les Éditions ouvrières, 1969. Réédition : 1972.
- La Crétinisation. Caliban, Les Éditions ouvrières, 1971.
- Nos Parias. Ouvrage collectif. Caliban., Les Éditions ouvrières, 1972.
- Ah ! Si la France m’avait écouté ! Les Chroniques de l’O.R.T.F. et de Radio-France (3 octobre 1973-25 juin 1975). Avec six dessins de Konk. Caliban, Les Éditions ouvrières, 1976.

### Biographie
- Racine. L’enfant à la cicatrice. Livre de Poche Jeunesse. Hachette. 1999  (ISBN 2-01-321633-5).

### Études et essais
- « Je ne veux qu’une chose, être aimée ». Cinquante lettres de Juliette Drouet à Victor Hugo. Avec Simonne Charpentreau, La Maison de Poésie, 1997  (ISBN 9 782908 649154).
- « Pour vous seule ». Cinquante-trois lettres inédites d’Alfred de Vigny à Céline Cholet, La Maison de Poésie. 2000. Prix Alfred de Vigny  (ISBN 9782908 649314).

### Action culturelle
- La Culture populaire en France. Avec René Kaës. Vivre son Temps., Les Éditions ouvrières., 1962. - L’Animation culturelle. Ouvrage collectif. Vivre son Temps, Les Éditions ouvrières., 1964.
- L’Homme séparé. Justification de l’action culturelle. Points d’appui, Les Éditions ouvrières, 1966.     - Traduit en italien. L’uomo separato. A. V. E.  Rome, 1968.
- L’Esthétique personnaliste d’Emmanuel Mounier. Avec Louis Rocher. Vie nouvelle, Les Éditions ouvrières. 1966.
- Pour une politique culturelle. Vivre son Temps, Les Éditions ouvrières, 1967.
- Le Livre et la lecture en France. Ouvrage collectif. Vivre son Temps, Les Éditions ouvrières, 1968.

### Éducation et enseignement
- Enfance et poésie. Enfance heureuse, Les Éditions ouvrières, 1972.
- Le Mystère en fleur. Les enfants et l’apprentissage de la poésie. Enfance heureuse. Les Éditions ouvrières., 1979. Prix Jeunes années « éducateurs ». Réédition : 1980.

### La chanson
- Veillées en chansons. Avec Simonne Charpentreau, Les Éditions ouvrières, 1958 - Plusieurs éditions successives mises à jour.
- La Chanson. Avec Simonne Charpentreau. Photos, Les Éditions ouvrières, 1960.
- Nouvelles Veillées en chansons. Avec Simonne Charpentreau, Les Éditions ouvrières, 1970.
- Georges Brassens et la poésie quotidienne de la chanson. Tout le monde en parle, Éditions du Cerf. 1960. Traduit en catalan. Nova Terra. Barcelone, 1963.
- Gilbert Bécaud., Éditions Foyer Notre-Dame. Bruxelles, 1961.
- Charles Aznavour, Éditions Foyer Notre-Dame. Bruxelles, 1963.
- La Chanson française. Article dans cet ouvrage collectif, Collège et famille. Montréal, Québec, Canada. Bellamin, 1965.
- Encyclopédie des musiques sacrées. Article dans cet ouvrage collectif. Labergerie, 1971.
- La Chanson française. Avec France Vernillat. Presses universitaires de France, coll. « Que sais-je ? », 1972 -Traduit en japonais.

### Dictionnaires
- Dictionnaire de la chanson française. Avec France Vernillat. Illustré. Les Dictionnaires de l’homme du XXe siècle, Larousse, 1968.
- Dictionnaire des poètes et de la poésie. Avec Georges Jean. Illustré, Folio-Junior en poésie. Gallimard, 1983.
- Dictionnaire de la poésie française. Fayard, 2006. Prix Georges-Dumézil de l’Académie française 2007  (ISBN 9782213624853).

### Théâtre
- Frères humains. Avec Louis Rocher. Musique de Tom Lejeune. Veillée populaire offerte à la jeunesse du monde. JOC., 1955.
- Aujourd’hui, Rendez-vous avec l’avenir. Apprentis de France, 1960.
- La Liberté. Montage audio-visuel. Les Équipes enseignantes., 1966.

### Discographie
- Raymond Arvay chante Jacques Charpentreau (Près du Pont de Conflans, Au rapport, Le Trésor, Les Fleurs du Pauvre Dandin). Musique de Raymond Arvay. Reflets SM 17 M 131.
- Chansons de la Ville enchantée. Musique et chant : Max Rongier. Livre-disque Philips 6461. Diplôme « Meilleur disque Loisirs-Jeunes »., 1976.
- Poèmes de la Ville enchantée. Réalisation de Régine Michel. Benjamins Media. Volume 1 : Voix de Madeleine Attal et Robert Florent. Cassette. 2000. Volume 2 : Voix de Jacques Allaire, Robert Florent et Christel Touret. Disque compact, 2004.

## Prix et distinctions
- Prix Campion-Guillaumet
- Prix de la Fondation de France
- Prix de la Société des Amis d'Alfred de Vigny
- 1987 : Prix Edgar Poe décerné par la Maison de Poésie[9]
- 2000 : Prix Louis Montalte de la Société des gens de lettres[10]
- 2002 :  Grand Prix de Poésie de la SACEM
- 2007 : Prix Georges-Dumézil de l’Académie française [11],

## Hommages
- Le groupe scolaire de Saint-Hilaire-des-Loges (Vendée) a pris le nom de « Groupe scolaire Jacques Charpentreau » en octobre 1996[12],[13].
- L'École primaire à Nieuil L'espoir, prend également son nom[14],[15], le 6 juin 2015, inaugurée en présence de Mmes Agnès Castel (Inspectrice d’Académie) et Laurence Soulas (Directrice de l’école), et M. Gilbert Beaujaneau, Maire de la commune.
- Il est une poésie qui coule de source, c'est bien celle de Jacques Charpentreau (Hélène Cadou)[6]
- « Charpentreau appartient à cette race de poètes qui ne se complaisent ni dans l'obscurité ni dans l'informe ni dans l'ellipse. Pour lui, le poète doit nommer les êtres et les choses, susciter une émotion, créer des images, un rythme, une musique ». (Jean Orizet, Le Figaro-Magazine)[3]
- « La première vertu de la poésie, pour Jacques Charpentreau, c’est d’être lisible. Lisible par tous et à tous les niveaux. […] À ceux qui protesteraient contre la volonté de rendre la poésie à un plus large public et d’en faire une espèce de bien populaire, Jacques Charpentreau réplique avec une courageuse impertinence en retournant à son bénéfice une fameuse formule ducassienne : La poésie doit être faite pour tous est non pour un ». (Pierre-Olivier Walzer)[3].
- « Son œuvre personnelle marque son penchant à un art qui privilégie le ton direct, la fantaisie, le clin d'œil complice au lecteur, avec des images, des rythmes, de l'humour, une touche de Prévert, un rien de chansonnier tandis que d'autres poèmes affirment ses convictions sociales et politiques (…), un regard où la planète devient amicale ». (Robert Sabatier, Histoire de la Poésie française. La Poésie du XXe siècle, vol. 3, Albin Michel, 1988, p. 307)[3].
- « Les lecteurs de Jacques le joueur de mots savent bien que de ses livres enfantins à ses livres d'âge mûr les mots ne se privent pas de faire la cabriole, de jouer à saute-mouton et à pigeon vole, et de faire la nique aux agents de la circulation qui voudraient imposer à la poésie des sens interdits ». (Claude Roy)[3].
- « Dans le concert souvent discordant de la poésie contemporaine, sa voix est une de celles qui chantent le plus juste ». (Robert Houdelot)[3].
- « Un poète qui sait allier la modernité d'un futur et la tradition d'un passé, l'art de penser et le chant léger, le pur et le populaire, la métrique et la mystique, et, dans le rêve incarné et sublimé, les enfants de tous les âges que nous restons devant un monde humain et divin: mystère au quotidien ». (Jean Bancal)[3].
- « Les poèmes, les mots de Jacques Charpentreau n'en finissent pas d'enchanter ». (Andrée Chedid)[6]

## Pour approfondir